# Кульмановка
Кульмановка — село в Мокшанском районе Пензенской области России. Входит в состав Широкоисского сельсовета.

## География
Село находится в северной части Пензенской области, в пределах Сурско-Мокшанской возвышенности, в лесостепной зоне, на левом берегу реки Керки, на расстоянии примерно 38 километров (по прямой) к северо-западу от рабочего посёлка Мокшан, административного центра района. Абсолютная высота — 183 метра над уровнем моря.

### Климат
Климат характеризуется как умеренно континентальный, с холодной продолжительной зимой и тёплым летом. Среднегодовая температура воздуха — 4,6 °C. Средняя температура воздуха самого тёплого месяца (июля) — 19 °C; самого холодного (января) — −13 °C. Безморозный период длится 150 дней. Продолжительность вегетационного периода — в среднем 144 дня. Среднегодовое количество атмосферных осадков варьируется от 480 до 500 мм, из которых большая часть выпадает в тёплый период. Снежный покров устанавливается в конце ноября и держится в течение 141 дня.

### Часовой пояс
Село Кульмановка, как и вся Пензенская область, находится в часовой зоне МСК (московское время). Смещение применяемого времени относительно UTC составляет +3:00.

## Население
| 1782 | 1864 | 1877 | 1897 | 1911 | 1926  | 1930  |
| ---- | ---- | ---- | ---- | ---- | ----- | ----- |
| 450  | ↗745 | ↗841 | ↗995 | ↗997 | ↗1215 | ↘1019 |
| 1939 | 1959 | 1979 | 1989 | 1996 | 2002  | 2010  |
| ↘774 | ↘224 | ↘138 | ↘61  | ↘40  | ↘15   | ↘0    |

### Национальный состав
Согласно результатам переписи 2002 года, в национальной структуре населения мордва составляла 93 % из 15 чел.